# Jorge Federico Sabato
Jorge Federico Sabato (La Plata, 25 de mayo de 1938 - Buenos Aires, 10 de febrero de 1995) fue un político argentino, vicecanciller y Ministro de Educación y Justicia de la Nación durante el gobierno de Raúl Alfonsín. Era hijo del escritor Ernesto Sabato.

## Actividad académica y de investigación
Abogado, cursó la carrera de investigador en ciencias políticas e hizo estudios de posgrado Universidad de la Sorbona. También se desempeñó en el Centre National de la recherche scientifique, en Francia; en las facultades de Ciencias Económicas y de Ingeniería de la Universidad de Buenos Aires y como experto de las Naciones Unidas y de la Organización de Estados Americanos.[cita requerida]
Formó parte del grupo de investigadores del Centro de Investigaciones Sociales sobre el Estado y la Administración (CISEA).

## Actividad política
Durante la dictadura militar (1976-1983) integra, junto a Dante Caputo y Jorge Roulet, un grupo de intelectuales provenientes del CISEA que asesora al dirigente radical Raúl Alfonsín. 
En 1984, meses después de la victoria de Alfonsín, el canciller Caputo lo nombra Secretario de Estado de Relaciones Exteriores para Asuntos Especiales donde participó en el acuerdo limítrofe sobre el canal de Beagle en 1984. 
En 1987 fue nombrado Ministro de Educación y Justicia de la Nación, cargo que ocupó hasta 1989. Durante su cargo se sancionó la ley de obediencia debida, por la que numerosos militares y policías sospechosos de participar de la represión en la última dictadura no podrían ser enjuiciados. Algunos de los beneficiados por la norma fueron el ex capitán de fragata Alfredo Ignacio Astiz, el capitán de fragata Adolfo Donda, y el general Antonio Domingo Bussi.

## Muerte
Murió a los 56 años el 10 de febrero de 1995, en un accidente automovilístico.